# Малый Завраг
Малый Завраг — деревня в Павинском районе Костромской области. Входит в состав Павинского сельского поселения

## География
Находится в северо-восточной части Костромской области на расстоянии приблизительно 3 км на восток по прямой от села Павино, административного центра района.

## Население
Численность постоянного населения составляла 28 человек в 2002 году (русские 93 %), 8 в 2022.